# Иностранные боевики на Северном Кавказе
Иностранные боевики на Северном Кавказе (по терминологии федеральных сил — наёмники) впервые появились во время Первой чеченской войны (к этому времени относят первое заметное появление иностранных боевиков в Чечне). Со времени вторжения в Дагестан их действия распространились на весь Северный Кавказ.
Как отмечал портал «IzRus», представления о Первой чеченской войне как части всемирного джихада распространялись постепенно на протяжении 1995—1996 годов. Результаты стали ощутимы лишь к концу войны: в Чечню начали прибывать моджахеды со всего мусульманского мира, а вслед за ними сюда потекла финансовая помощь от исламских фондов Ближнего Востока и Западной Европы. Как следствие, возрос интерес к Чечне со стороны международного исламистского движения, а также арабских СМИ, особенно в монархиях Персидского залива, Ливане и Иордании. Поэтому начало второй чеченской кампании осенью 1999 года уже воспринималось многими мусульманами, особенно на Ближнем Востоке, как «вторжение русских безбожников на земли ислама».

## Общая численность
Оценки общей численности иностранных боевиков, принимавших участие в боевых действиях на Северном Кавказе, варьируются в достаточно широких пределах.
Численность наёмников и «идейных» иностранных боевиков на Северном Кавказе не являлась постоянной, при этом с течением времени изменялся и их национальный состав.
По данным журнала «Солдат удачи» (со ссылкой на источники в Министерстве обороны РФ), к началу Первой чеченской войны в Грозном было сосредоточено свыше 1000 иностранных боевиков. По данным оперативного управления Северо-Кавказского военного округа, во время первой войны (1994—1996 годы) в республике действовало самостоятельное подразделение численностью до 200 человек из арабских боевиков Хаттаба. Другие иностранцы, преимущественно из Прибалтики и Украины, воевали непосредственно в чеченских частях. Количество наёмников из прибалтийских стран составляло около 80 человек. Наибольшее число по национальному составу наёмников, однако, составляли турки (200 из Турции и 150 из Азербайджана). Ими практически свободно носилась турецкая армейская форма.
Наиболее интенсивный приток боевиков в Чечню отмечался в 1998—1999 годах, перед началом и в ходе вторжения в Дагестан, где тела убитых иностранных наёмников были обнаружены на местах боевых действий.
Так, после боя на высоте 323,1 в районе села Новолакское были найдены 20 трупов боевиков; несколько убитых внешне отличались от местных жителей. Личность одного из убитых удалось установить: им оказался гражданин Турции Уфук Кайдар. Личность остальных осталась неустановленной.
В 1999 году было зафиксировано наличие в Чечне афганских боевиков (в основном талибов, воевавших по «идейным» соображениям) и граждан ряда других стран мира, в том числе украинских националистов (в книге генерала Г. Н. Трошева «Моя война. Чеченский дневник окопного генерала» численность только украинских боевиков в 1999 году оценивается в 300 человек).
К 2000 году общее число иностранных боевиков достигло 600—700 человек. При этом в 1999—2000 годах общее количество иностранных наёмников, воевавших не по «идейным» соображениям, а за денежное вознаграждение, уменьшилось в связи с потерями в ходе боевых действий, а также после того, как чеченцы начали расплачиваться с ними фальшивыми долларами, напечатанными в Урус-Мартане.
В 2001 году общее число иностранных боевиков сократилось до 200—250 из-за резкого их оттока, связанного с перемещением центров террористической активности на Ближний и Средний Восток.
В августе 2000 года в Шаройском районе Чечни был уничтожен отряд арабских боевиков, 21 боевик был убит, а командир отряда Абдусалям Зурка тяжело ранен и взят в плен. Судя по документам убитых, в отряде боевиков были йеменцы, марокканцы и представители других арабских стран.
По утверждению Зелимхана Яндарбиева, сделанному в 2001 году, «в Чечне из-за рубежа было не более 50 человек».
18 ноября 2001 года министр обороны РФ Сергей Иванов передал для публикации список из 101 имени иностранных боевиков, уничтоженных на территории Чечни в 1999—2001 годах.
Аукей Коллинз в 2002 году утверждал, что иностранных боевиков под началом Хаттаба «никогда не было более двухсот».
По утверждению начальника УВД Чечни Саид-Селима Пешхоева в декабре 2002 года, численность боевиков на Северном Кавказе составляла 900—1200 человек, из которых «примерно 300 — иностранные боевики».
По данным генерала Владимира Шаманова, если в ходе первой чеченской кампании федеральным силам противостояли моджахеды из 15 стран, то во второй иностранные боевики представляли уже 52 государства.
В июле 2002 года в Чечне был уничтожен африканец, гражданин Великобритании Амир Ассадулла.
30 июня 2003 года президент России возложил на МВД руководство оперативным штабом по управлению контртеррористическими операциями на территории Северо-Кавказского региона. С 2003 года правоохранительные органы РФ пресекли на Северном Кавказе преступную деятельность 43 иностранных боевиков — сообщил РИА Новости 7 октября 2009 года представитель МВД России.
Проф. А. В. Малашенко в 2007 году оценивал численность принимавших участие в войне зарубежных моджахедов в две-три сотни.
В ноябре 2003 года в Шалинском районе Чечни была разгромлена бандгруппа. Среди уничтоженных боевиков были гражданин Германии и 3 гражданина Турции, воевавшие на территории Чечни в качестве моджахедов.
В марте 2004 года в Курчалоевском районе Чечни были ликвидированы два британских наёмника алжирского происхождения — Ясин Бинатиа и Осман Ларуси.
В сентябре 2004 года в Шалинском районе Чечни была уничтожена группа из пяти боевиков, среди которых было несколько иностранных моджахедов (при этом была установлена личность одного из убитых — уроженца города Малати, гражданина Турции Умача Хасана 1980 года рождения), ещё один иностранный моджахед — гражданин Алжира Камаль Рабат Бурахль — был арестован.
В начале октября 2004 года в Курчалоевском районе Чечни была уничтожена группа боевиков, в составе которой находился Халил Рудван — гражданин Канады арабского происхождения.
В начале ноября 2004 года в городе Грозный были уничтожены четверо боевиков, двое из них — Айдын Кайя (Aydin Kaya), 1981 года рождения, и Бурхан Челеби (Burhan Celebi), 1980 года рождения — являлись гражданами Турции.
В ноябре 2005 года на окраине селения Автуры Шалинского района Чечни был уничтожен гражданин Саудовской Аравии, арабский моджахед «Джабер».
В декабре 2006 года премьер-министр Республики Чечня Рамзан Кадыров заявил, что «на территории Северного Кавказа всё ещё действуют от 100 до 150 иностранных боевиков, которые являются представителями разных государств». По словам Кадырова, «самих чеченцев в составе незаконных вооружённых формирований не более 50 человек», а остальные — иностранцы. «Число наёмников, которые действуют в регионе, существенно уменьшилось. Раньше они делились по группам: была турецкая группа, украинская, а также наёмники из Саудовской Аравии — и сейчас эта структура полностью разрушена», — отметил Кадыров.
В 2007 году замминистра внутренних дел Аркадий Еделев выступил с заявлением, что в Чечне осталось 30 иностранных боевиков. Несмотря на это, к тому времени моджахеды расширили географию своих действий на Северном Кавказе за счет соседних с Чечнёй республик.
В марте 2010 года в Веденском районе Чечни был уничтожен арабский моджахед Абу Халед.
В июне 2010 года в Чечне был уничтожен иностранный боевик — выходец из Судана Ясир Амарат.
21 апреля 2011 года в районе селения Сержень-Юрт Шалинского района Чечни был убит иностранный боевик арабского происхождения, гражданин Иордании Халед Юсеф Мухаммед аль-Эмират по кличке Муханнад.
В мае 2012 года в Дагестане была уничтожена бандгруппа. Один из убитых, боевик с позывным «Азиат», оказался иностранным боевиком.

## Арабские
Контакты с Усамой бен Ладеном поддерживали четверо «амиров», воевавших на Северном Кавказе: Хаттаб, Абу Джафар, Абу Умар и Абу аль-Валид. Другой источник указывает, что Абу Хафс, Абу аль-Валид и Хаттаб познакомились с бен Ладеном в Афганистане.
Иностранцы играли ключевую роль в финансировании и поддержке сепаратистов из-за границы.
Лидеры арабских боевиков в Чечне:
- Хаттаб — с января 1995 года до 20 марта 2002 года[26][27].
- Абу аль-Валид[28] — с апреля 2002 года[29] до 16 апреля 2004 года.
- Абу Хафс — с сентября 2004 года[30] до 26 ноября 2006 года[20][31][32].
- Муханнад[33] — с 2006 года[34] до 21 апреля 2011[22].
- Абдулла Курд — c 21 апреля по 2 мая 2011[35].

## Неарабские
В январе 1995 года, по данным Мовлади Удугова, в Чечне воевало семеро украинцев. Четверо из них погибли, один был захвачен в плен. «Деньги они за это не получают». Имеются сведения об участии в Первой чеченской войне известных радикальных украинских националистов Александра Музычко (более известного как Саша Белый или Сашко Билый) и Олега Челнова (позывной Беркут). Они состояли в личной охране Джохара Дудаева и были награждены за свою деятельность орденами «Герой Нации». Олег Челнов погиб в Грозном во время боёв в районе площади Минутка в ночь с 6 на 7 марта. Тело Челнова так и не было найдено, поэтому правильнее считать его пропавшим без вести. В межвоенный период в Ичкерии (1996—1999) одна из улиц Грозного носила имя Олега Челнова.
По словам генерала Геннадия Трошева, в начале Второй чеченской войны в 1999 году в рядах чеченских боевиков сражалось около 300 граждан Украины, часть из которых уже были ветеранами первой войны, прежде всего члены УНСО. По словам генерала, были среди них как наёмники, приехавшие зарабатывать деньги, так и волонтёры, прибывавшие в Ичкерию из-за духа авантюризма.
В марте 2014 Следственным комитетом России по Северо-Кавказскому федеральному округу возбуждено уголовное дело в отношении граждан Украины, состоявших в рядах УНА-УНСО:
- Игоря Мазура;
- Валерия Бобровича;
- Дмитрия Корчинского;
- Андрея Тягнибока;
- Олега Тягнибока;
- Дмитрия Яроша;
- Владимира Мамалыги

и других, пока не установленных следствием лиц.
В зависимости от роли каждого, они подозреваются в совершении преступлений, предусмотренных ч. 1, 2 ст. 209 УК РФ (создание устойчивой вооружённой группы (банды) в целях нападения на граждан, руководство такой группой (бандой) и участие в совершаемых ею нападениях). У следственных органов России имеется информация об участии перечисленных выше лиц в Первой чеченской войне на стороне боевиков.
По данным журнала «Солдат удачи» со ссылкой на источники в УНА-УНСО, в Чечне находилось около 100 украинских наёмников данной националистической организации. Около 10 из них были убиты и примерно 20 — ранены.
В январе 2000 года генерал-полковник Валерий Манилов заявил, что в Чечне «полно наёмников-славян: русские, украинцы, эстонцы, латыши…». Председатель Службы безопасности Украины Л. В. Деркач в ответ заявил, что утверждение Манилова о готовящихся в Чечне террористических атаках с участием украинских экстремистов «не соответствует действительности». Пресс-служба Министерства обороны Российской Федерации также подтвердила это.
В 2000 году в Дагестане при проверке документов был выявлен и задержан Курбан Абулаик — гражданин Турции, уроженец Китая, уйгур по национальности, находившийся в международном розыске за убийство и участие в совершении террористических актов.
Среди известных представителей из других стран дальнего зарубежья можно назвать американца Аукея Коллинза.
8 сентября 2015 года глава СКР России Александр Бастрыкин рассказал корреспонденту «Российской газеты», что, по его данным, в боевых действиях против российских властей в рядах чеченских боевиков участвовал и действующий на момент публикации материала глава правительства Украины Арсений Яценюк. Яценюк отверг обвинения. 21 февраля 2017 года Россия отправила запрос в Интерпол для объявлении его в международный розыск, однако Интерпол отказался принимать заявку. 27 марта Есентукский районный суд РФ заочно арестовал Яценюка по делу об убийствах российских военнослужащих в Чечне.